# Большая Ижмора
Большая Ижмора — село в Земетчинском районе Пензенской области России. Административный центр Большеижморского сельсовета.

## География
Расположено на берегу реки Ижмора в 18 км на северо-восток от районного центра Земетчино.

## История
Основано в середине XVII века крестьянами Московского Благовещенского собора. Около 1673 г., разоренные крымскими татарами, они оставили свои дворы, которых было в двух деревнях (ныне Большая и Малая Ижмора) около 100, и вернулись к старым своим жилищам в селе Нармушадь в Рязанской области. В 1690 г. мещерские крестьяне опять пришли на Вышу. В 1692 г. земля была закреплена за Благовещенским собором именным указом Петра I по челобитью духовника царя протопопа Меркулия Гавриловича. С 1780 г. – село в составе Керенского уезда Пензенской губернии, с середины XIX в. – центр Больше-Ижморской волости. Население после секуляризации в середине 18 в. – государственные крестьяне. Они занимались земледелием, скотоводством, лесными промыслами, торговлей.
В 1782 г. сёла Большая Ижмора, Вяземка, Ушинка и д. Малая Ижмора экономических крестьян. «бывшего владения Московского Благовещенского собора», в них 990 дворов, всей дачи (с учетом исправлений в источнике) – 27643 десятины, в том числе усадебной земли – 671, пашни – 15586, сенных покосов – 1754, леса – 9095. В Большой Ижморе церковь Живоначальной Троицы с приделом Николая Чудотворца, деревянная. «Еженедельно в среду большой торг, на который приезжают из ближних городов купцы с шелковыми, шерстяными и прочими мелочными товарами, из уезда жители – с хлебом и деревенскими продуктами». «Земля – чернозем, урожай хлеба и травы средствен». Лес строевой, дубовый, березовый и осиновый, между которым и дровяной. Крестьяне на положенном казенном окладе. На р. Выше две казенные мучные мельницы: первая – о четырех, вторая – о трех поставах, с толчеями (РГАДА, ф. 1355, оп. 1, е. хр. 1040, л. 14 об. -16).
В 1851 г. в селе построена каменная церковь во имя Святой Троицы. С конца XVIII в. функционировала ярмарка, на которой торговали хлебом, щепетильными изделиями. В 1877 г. имелись 2 церкви (приходская Троицкая и кладбищенская во имя Успения Божьей Матери), школа, почта, базар, 2 лавки, 8 постоялых дворов, трактир, маслобойное производство. В 1894 г. показаны двухклассное образцовое училище и церковноприходская школа. В 1902 г. в двух дворах изготовляли тонкую ткань сарпинку. В 1911 г. в селе одно крестьянское общество, 730 дворов, школы Министерства народного просвещения и церковноприходская, кредитное товарищество, ветеринарный пункт, 9 ветряных мельниц, 3 шерсточесалки, 5 кузниц, 4 кирпичных сарая, 4 пекарни, 2 трактира, 4 лавки.
16.2.1918 г. в Больше-Ижморской волости установлена Советская власть. 23–28 февраля 1920 г. происходило восстание крестьян, направленное против трудовой повинности (перевозка дров на станцию Известь для отопления городских квартир) и продразверстки. Его поддержали крестьяне сел Малая Ижмора и Ушинка. 
С 1928 года село являлось центром сельсовета в составе Земетчинского района Тамбовского округа Центрально-Чернозёмной области. В 1934 г. – 907 хозяйств, центральная усадьба колхозов «Красная заря», имени Максима Горького, «Красный путь», имени Калинина, «Ленинский путь». В 1955 г. – центральная усадьба колхоза имени Свердлова, затем до 1990-х в селе находилась центральная усадьба свиноводческого совхоза «Большеижморского»: в 1992 здесь было 580 работающих, 65 тракторов, 40 автомашин, 20 комбайнов, 2452 свиньи, 1507 голов крупного рогатого скота (в том числе 540 коров).
На 1 января 2004 года на территории села действовало 537 хозяйств и проживало 1206 человек.

## Население
| 1864  | 1877  | 1897  | 1911  | 1926  | 1934  | 1946  |
| ----- | ----- | ----- | ----- | ----- | ----- | ----- |
| 2590  | ↗3003 | ↗3613 | ↗4700 | ↗4936 | ↘4135 | ↘2991 |
| 1959  | 1970  | 1979  | 1989  | 1996  | 2002  | 2010  |
| ↘2585 | ↘2255 | ↘1867 | ↘1379 | ↘1367 | ↘1198 | ↘960  |

## Инфраструктура
В селе имеются средняя общеобразовательная школа, фельдшерско-акушерский пункт, дом культуры, отделение почтовой связи.

## Достопримечательности
В селе есть храм Троицы Живоначальной, построен в 1851 году.

## Известные люди
Родина полного кавалера ордена Славы Ивана Семеновича Липилина (1922–1980), артиллерийского разведчика, затем командира орудия; отличился в боях за освобождение Литвы, при форсировании Одера и на территории Германии. 
Родина Героя Социалистического Труда А.Д. Башкирцевой (1911–1969).